# Cheshire County
Cheshire County je okres amerického státu New Hampshire založený v roce 1769. Správním sídlem je město Keene.

## Sousední okresy
| Růžice kompasu |                                | Sullivan County |                                 | Růžice kompasu |
| Růžice kompasu | Windham County, Vermont        | Sever           | Hillsborough County             | Růžice kompasu |
| Růžice kompasu | Windham County, Vermont        | Cheshire County | Hillsborough County             | Růžice kompasu |
| Růžice kompasu | Windham County, Vermont        | Jih             | Hillsborough County             | Růžice kompasu |
| Růžice kompasu | Franklin County, Massachusetts |                 | Worcester County, Massachusetts | Růžice kompasu |

## Galerie

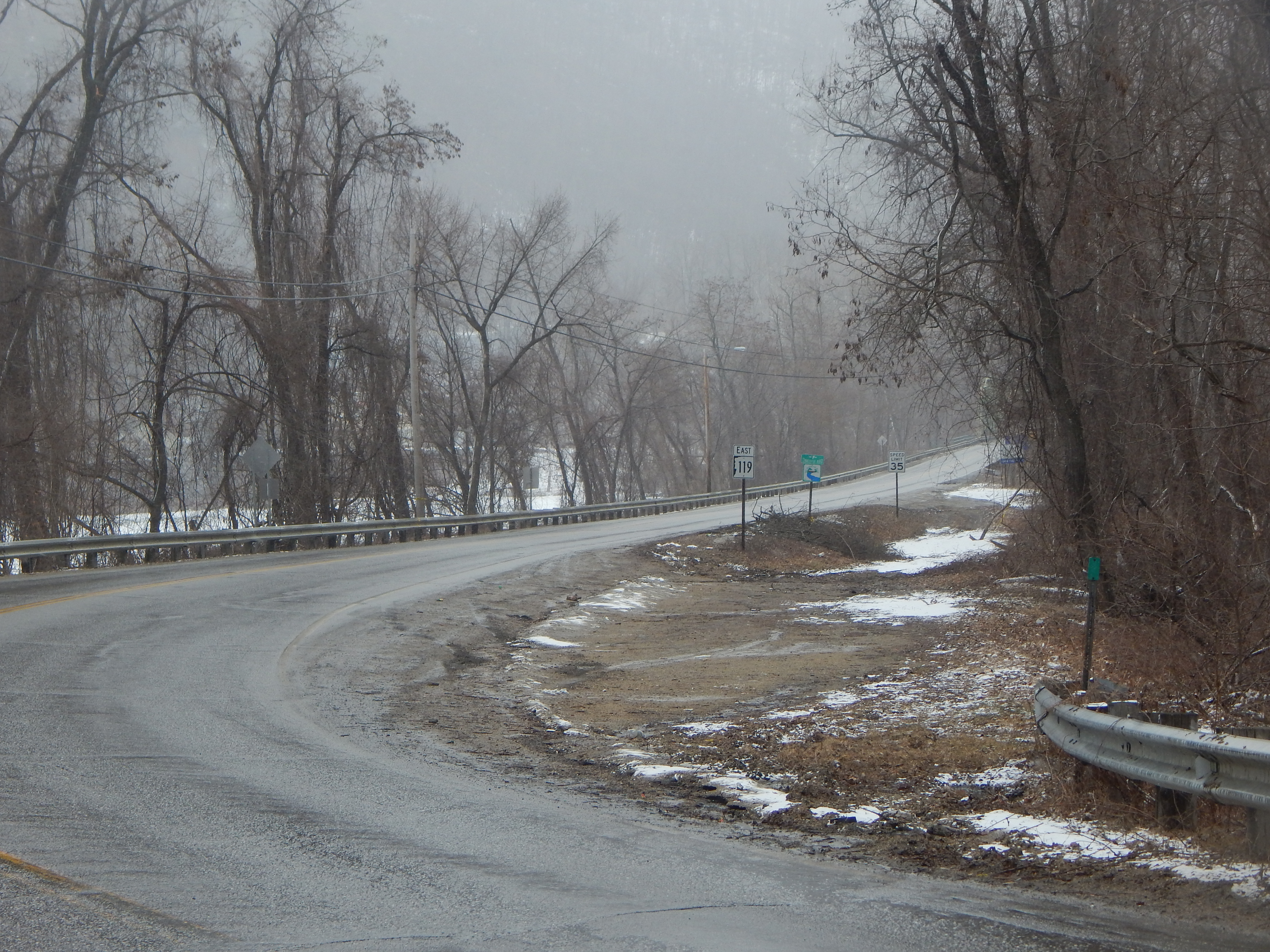
Route 119 v okrese Cheshire County
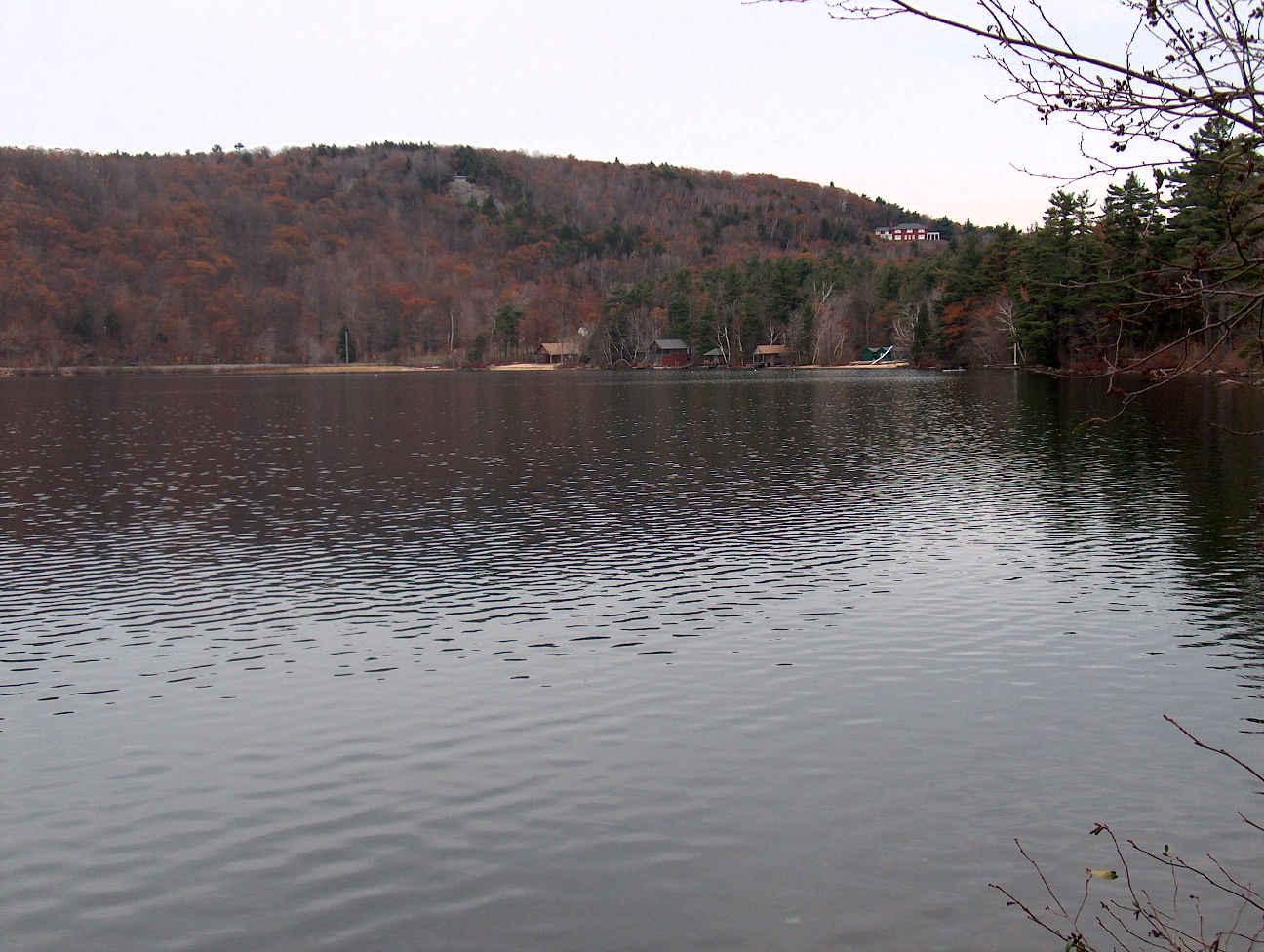
Jezero Dublin ve městě Dublin
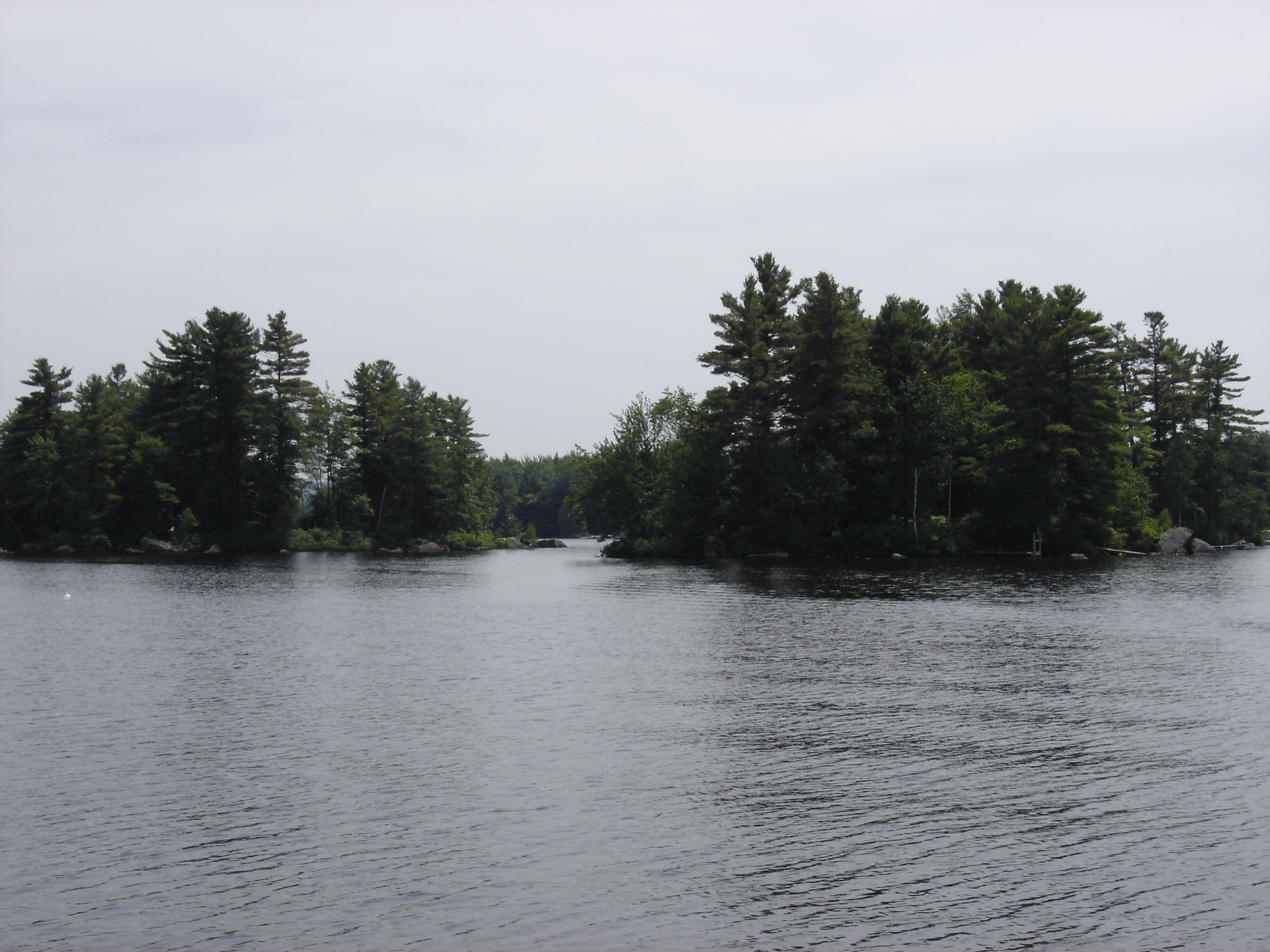
Jezero Highland ve městě Stoddard